# Холзи
Ашли Николет Франджипани (на английски: Ashley Nicolette Frangipane), по-известна като Холзи (на английски: Halsey), е американска певица и авторка на песни.

## Ранен живот
Родена е на 29 септември 1994 г. във Едисън, Ню Джърси.
Нейното сценично име Холзи е анаграма на нейното истинско име Ашли (на английски Ashley – Halsey) и е вдъхновено от улица в Бруклин, Ню Йорк, наречена Холзи. Не по-малко вдъхновена е от Кърт Кобейн и Лана Дел Рей.

## Кариера
През 2012 г. Ашли пише пародийна песен на „I Knew You Were Trouble“ на Тейлър Суифт, докато е фен на One Direction, а Тейлър Суифт излиза с Хари Стайлс. След като песента се прочува и хората започват да обръщат внимание на творчеството ѝ, Ашли започва да качва кавъри на различни песни в YouTube. През декември 2012 г. качва първата си песен под името Ашли Френджипейн наречена „SOS“.
Ашли първоначално отива на кастинг в X Factor, но журито не я одобрява.
След успеха на първия ѝ сингъл „Ghost“ Холзи подписва през 2014 г. договор с Astralwerks – електронния/денс лейбъл, собственост на Capitol Records. По-късно същата година излиза и нейният EP, наречен „Room 93“.
Песните ѝ са определени като тъмен, алтернативен електо-поп. Тя продуцира трибют към Джейдън Смит и нейния приятел Lido, наречен „Slow“.
Холзи има няколко турнета. Първото е през 2014 г. с The Kooks. На 3 април приключва нейното турне American Youth Tour, което прави заедно с Young Rising Sons и OLIVVER The Kid. За по-малко от 30 минути всички билети за шоуто са разпродадени. На турнето Холзи освен песните от EP-ът си, изпълнява и някои нови и стари песни: „New Americana“, „Colors“, „Control“, „Castle“, „Haunting“, „Hold Me Down“ и „Roman Holiday“. През есента на 2015 г., Холзи се присъединява към турнето на The Weeknd, наречено „The Madness“, заедно с TRAVI$ SCOTT.
Дебютният албум на Холзи „Badlands“ излиза през месец август 2015 г.
През 2018 г. озвучава Жената-чудо в пълнометражния анимационен филм „Малки титани: В готовност! Филмът“, а през 2021 г. озвучава Порша Кристъл в „Ела, изпей! 2“.

## Личен живот
Холзи е бисексуална.
От 2017 до 2018 г. е обвързана с рапъра Джи-Ийзи, заедно с когото записва сингъла „Him & I“ през декември 2017 г.